# Suburbia (chanson)
Pour les articles homonymes, voir Suburbia.
Singles de Pet Shop Boys
Opportunities (Let's Make Lots of Money)
(deuxième édition, 1986) It's a Sin
(1987)
Suburbia est une chanson du duo britannique Pet Shop Boys extraite de leur premier album studio, Please, paru le 24 mars 1986.
Le 22 septembre 1986, un peu moins de 6 mois après la sortie de l'album, la chanson a été publiée en single. C'était le quatrième et dernier single tiré de cet album.
Le single a atteint la 8e place au Royaume-Uni.